# Eritroza
Eritroza je tetrozni ugljeni hidrat sa hemijskom formulom . Ona sadrži jednu aldehidnu grupu i stoga je član familije aldoza. Prirodni izomer je -eritroza.

## Literatura
1. ↑  Merck Index, 11th Edition, 3637
2. ↑   уреди
3. ↑  Evan E. Bolton; Yanli Wang; Paul A. Thiessen; Stephen H. Bryant (2008). „Chapter 12 PubChem: Integrated Platform of Small Molecules and Biological Activities”. Annual Reports in Computational Chemistry. 4: 217—241. doi:10.1016/S1574-1400(08)00012-1.
4. ↑  „Carbohydrates”.